# The Boston Globe
The Boston Globe er en amerikansk avis, der udgives i Boston, Massachusetts og resten af New England. Avisen blev grundlagt i 1872 af seks lokale forretningsmænd. Første nummer udkom 4. marts 1872, og kostede fire cent.
Oplaget var i 2008 350.605 mandag-lørdag, mens søndagsudgaven Boston Sunday Globe udkom i 525.959 eksemplarer. Avisen er områdets største, men får konkurrence fra Boston Herald
.
Siden 1993 har avisen været ejet af The New York Times Company. Martin Baron har været dens chefredaktør siden 2001.
I 2013 blev avisen - som er blandt USAs 25 største - solgt til ejeren af Bostons baseballteam Red Sox for $ 70 millioner.  Inflationsjusteret giver det en rabat på 96% på den pris, New York Times selv betalte. De gav $ 1,1 milliard i 1993, lige før Internet ændrede alt. Faktisk er regnestykket værre endnu; for aftalen forudsætter, at New York Times beholder ansvaret for den ansattes pensioner, beregnet til $ 110 millioner. I virkeligheden kan man sige, at Boston Globe ikke blev "solgt", men derimod, at New York Times betalte $ 40 millioner for at blive af med den. 